# Трифторхлоргерман
Трифторхлоргерман — неорганическое соединение,
фтор- и хлорпроизводное германа с формулой GeF3Cl,
бесцветный газ,
гидролизуется водой.

## Получение
- Реакция в вакууме хлорида германия(IV) и фторида сурьмы(III) в присутствии хлорида сурьмы при 75°С. Образуется смесь продуктов GeFCl3, GeF2Cl2, GeF3Cl, которые разделяют фракционной перегонкой.

## Физические свойства
Трифторхлоргерман — бесцветный газ, разлагается уже при комнатной температуре.
На воздухе сильно дымит, имеет «чесночный» запах.
Медленно разъедает стекло.
Растворяется в этаноле.

## Химические свойства
- Разлагается при нагревании:

{\displaystyle {\mathsf {4GeF_{3}Cl\ {\xrightarrow {}}\ GeCl_{4}+3GeF_{4}}}}
- Гидролизуется водой:

Невозможно разобрать выражение (SVG (MathML можно включить с помощью плагина для браузера): Недопустимый ответ («Math extension cannot connect to Restbase.») от сервера «http://localhost:6011/ru.wikipedia.org/v1/»:): {\displaystyle \mathsf{GeF_3Cl + 2H_2O \ \xrightarrow{}\ GeO_2 + 3HF + HCl }}